# Phasmahyla timbo
Phasmahyla timbo är en groddjursart som beskrevs av Cruz, Napoli och Fonseca 2008. Phasmahyla timbo ingår i släktet Phasmahyla och familjen lövgrodor. IUCN kategoriserar arten globalt som otillräckligt studerad. Inga underarter finns listade i Catalogue of Life.